# Isole Barren
Le isole Barren (isole aride) sono un gruppo di isole in Alaska, Stati Uniti d'America. Si trovano a nord dell'arcipelago Kodiak, tra l'isola Shuyak e l'estrema punta della penisola di Kenai. L'isola maggiore si chiama Ushagat. Le isole hanno in totale una superficie di 42,03 km² e sono disabitate.
Sono state così denominate dal capitano James Cook nel 1778, con l'appellativo "barren" che significa arido, sterile, per il loro aspetto
brullo.

## Le isole Barren
- Ushagat Island
- East Amatuli Island
- West Amatuli Island
- Sud Island
- Nord Island
- Sugarloaf Island